# Михайлов, Аркадий Евгеньевич
Арка́дий Евге́ньевич Миха́йлов (24 сентября 1925, Ильжо, Ленинградская губерния — 17 января 2015) — начальник (генеральный директор) Калининградского морского торгового порта (1971—1996); Почётный гражданин Калининграда.

## Биография
Аркадий Евгеньевич Михайлов родился 24 сентября 1925 в деревне Ильжо (ныне — в Лужском районе Ленинградской области).
По окончании семилетней школы один год учился в Лужском педагогическом училище. Воевал на фронтах Великой Отечественной войны в составе 466-го стрелкового полка (25-я стрелковая дивизия, 1-й Украинский фронт, 1944—1945); был в плену в концлагере (Глейвиц, 1943—1944). Был тяжело ранен при штурме Бреславля (февраль 1945), демобилизован по ранению.
С 1951 года, окончив с отличием Ленинградское мореходное училище по специальности «Механизация морских портов», работал в Калининградском торговом порту сменным механиком порта. В 1956—1958 гг. в качестве механика участвовал в Антарктической экспедиции АН СССР на электроходе «Обь». В 1958—1962 гг. — начальник 1‑го погрузочного района, в 1962—1969 гг. — секретарь партийного бюро, затем — начальник планового отдела, начальник коммерческо-грузового отдела, заместитель начальника Калининградского морского торгового порта.
В 1964 г. окончил Ленинградский институт водного транспорта. С июля 1971 по ноябрь 1996 г. — начальник (генеральный директор) Калининградского морского торгового порта. Руководил восстановлением порта и его развитием; для портовиков были построены более 1000 квартир, Дворец культуры моряков, а также пансионат на 100 мест в Светлогорске. По его инициативе создан детский дом «Надежда».
Действительный член Академии транспорта РФ.
Избирался депутатом Калининградского городского Совета, возглавлял постоянную комиссию по народному образованию.
Похоронен в Калининграде.

## Награды и признание
- орден Отечественной войны II степени
- орден «Знак Почёта»
- два ордена Трудового Красного Знамени
- орден «За заслуги перед Отечеством» IV степени (1995)[2]
- медали
- Почётный работник морского транспорта СССР
- Заслуженный работник транспорта Российской Федерации
- Почётный работник транспорта Российской Федерации
- Почётный гражданин Калининграда (27.6.2001)